# Seriolella violacea
Seriolella violacea är en fiskart som beskrevs av Guichenot, 1848. Seriolella violacea ingår i släktet Seriolella och familjen svartfiskar. IUCN kategoriserar arten globalt som livskraftig. Inga underarter finns listade i Catalogue of Life.